# بنت عنتر (فلم)
بنت عنتر : فيلم مصري من إنتاج سنة 1965.

## القصة
بعد وفاة عنتر تنتقم رجال قبيلة بني فزازة من رجال قبيلة بني عبس فلا تترك منهم أي رجل وتستطيع شقيقة عنتر أن تهرب وتخفي ابنة عنتر فتربيها على كراهية أعداء أبيها حتى تكبر.

## المنتاج

### الممثلين
- سميرة توفيق
- فريد شوقي
- بوسي
- كوكا
- أحمد مظهر
- صلاح نظمي

### الأخراج
- نيازى مصطفى (الإخراج)
- وئام الصعيدى (مساعد مخرج)
- شريف حمودة (مساعد مخرج أول)
- السعيد مصطفى (مساعد مخرج ثان)
- محمد الهوارى (سكريبت)

### التأليف
- فؤاد القصاص (تاليف)
- سيد المغربى (حوار)
- عبدالغنى الشيخ (حوار اضافي)

## وصلات خارجية
- مقالات تستعمل روابط فنية بلا صلة مع ويكي بيانات